# بايين رود بشت (دهغاه)
بایین رود بشت (بالفارسية: پایین‌رود پشت) هي قرية تقع في إيران في غيلان. يقدر عدد سكانها بـ 1,109 نسمة .